# 江建曾
江建曾（1949年1月—），湖北红安人，曾任北京军区副司令员兼北京军区空军司令员，第十一届全国人大代表，空军中将军衔。开国少将江波之子。
江建曾毕业于华中师范大学第一附属中学、中央党校。担任过空军第14师师长、空军第8航空军参谋长、空军大连基地司令员等。2001年任空军副参谋长，2002年任空军第10军军长。2005年起任南京军区副司令员兼南京军区空军司令员。2006年因6·3中国空军运输机失事而被记大过处分。 2007年晋升为空军中将。2010年12月调任北京军区副司令员兼北京军区空军司令员。2012年退役。